# Driftwood River (vattendrag i Kanada, Manitoba)
Driftwood River är ett vattendrag i Kanada.   Det ligger i provinsen Manitoba, i den centrala delen av landet, 2 000 km nordväst om huvudstaden Ottawa.
I omgivningarna runt Driftwood River växer i huvudsak barrskog. Trakten runt Driftwood River är nära nog obefolkad, med mindre än två invånare per kvadratkilometer.